# Deleni (Constanța)
Deleni es una comuna rumana del condado de Constanța.

## Geografía
La comuna se encuentra en la región de Dobruja septentrional.

## Historia
Hacia finales del siglo XIX, la comuna, por entonces llamada Enigea, ya pertenecía al condado de Constanța y estaba compuesta por las localidades de Enigea (la capital), Adam-Clissi, Arabagi, Iusufunar, Malciova, Polucci y Talașman. Tenía contabilizada una población, formada por búlgaros, turcos y algunos rumanos, de 1186 habitantes.
En la segunda mitad del siglo XX, la comuna, que había pasado a llamarse Deleni, estaba compuesta por las localidades de Deleni, Petroșani, Pietreni y Șipotele. En el censo de 2021 la comuna tenía una población de 2223 habitantes.